# Demasiado viejo para morir joven
Demasiado viejo para morir joven (en catalán, Massa vell per morir jove) es una película dramática española dirigida por Isabel Coixet, que también es autora del guion. Fue estrenada el 13 de enero de 1989, rodada en catalán.

## Argumento
Dos amigos de Barcelona, Equis y Evax, solo tienen trabajos eventuales, uno de camarero (y después de mensajero) y otro de taxista, pero tienen sueños e ilusiones. Hacen un paseo por la jungla urbana barcelonesa, donde se encontrarán en situaciones muy variopintas, siniestras, divertidas, patéticas y agradables.

## Reparto
| Intérprete       | Personaje |
| ---------------- | --------- |
| Gerardo Arenas   | Equis     |
| Emma Suárez      | Evax      |
| Emilio Lain      | Taxi      |
| Carme Elias      | Amalia    |
| Fernando Guillén | El jefe   |
| David Sust       | El chico  |
| Lloll Bertran    |           |
| David Cuspinera  |           |
| Carlos Heredia   |           |
| César Ojinaga    | Cachalote |
| Noël Olivé       |           |
| Joan Potau       |           |
| Esther Rabinaud  |           |